# Kiszáradástűrő növények
A kiszáradástűrő növények olyan növények, melyek teljes kiszáradás után képesek újjáéledni. Magyarországon csak néhány moha és zuzmó tartozik ezek közé, de máshol léteznek magasabbrendű ilyen növények is.
Magyarországon a gödöllői Szent István Egyetemen foglalkoznak kiszáradástűrő növényekkel.